# 张国伟 (跳高运动员)
张国伟（1991年6月4日—），中国前跳高运动员，个人室內最佳成绩2.33米为中国室内纪录，在室外曾跳出2.38米。他还是2012年亚洲室内田径锦标赛和2015年世界田径锦标赛银牌得主。他是世界田径锦标赛和世界室内田径锦标赛的决赛选手，代表中国参加了2012年夏季奥林匹克运动会和2016年夏季奥林匹克运动会。

## 生涯
张国伟生于蓬莱，15岁开始练跳高。
他的第一个国际竞赛赛季在2010年，凭借自己当年的最佳成绩2.23米夺取了2010年亚洲青年田径锦标赛银牌，仅次于穆塔兹·伊萨·巴尔希姆。同年的中国田径锦标赛，他仅次于黄海强，为亚军。在2011年的亚洲田径大奖赛巡回赛上，他保持不败，在2011年亚洲田径锦标赛上列第八。他被选中参加2011年世界田径锦标赛，在资格赛以2.31米刷新个人最佳成绩，在决赛中最终位列第十。他在国内锦标赛跳出2.28米，使他获得第一个国内跳高冠军。
在2012年亚洲室内田径锦标赛上，张国伟复制了青年时的结果，再次落后于当时的敌手穆塔兹·伊萨·巴尔希姆，成为银牌得主。他的良好状态在2012年世界室内田径锦标赛延续，以与前世界纪录保持者朱建华持平的平中国纪录的2.31米的成绩获并列第四。他被选中代表中国参加2012年伦敦奥运会，但未能进军决赛。9月，他平了个人最佳成绩，卫冕国内冠军。
2013年3月，张国伟以2.32米的成绩刷新朱建华保持了26年的中国室内纪录，成为如今的纪录保持者。2015年5月30日俄勒冈州尤金的国际田联钻石运动会上，他几乎打平朱建华2.39米的全国纪录，以2.38米落后于穆塔兹·埃萨·巴西姆（以2.41米取胜），得第二名。2015年在北京举行的世界跳高锦标赛上，张国伟以2.33米的跳高成绩获得了他最好的世界冠军成绩，夺得第二名。这是中国自1983年朱建华以来获得的第一枚世界跳高锦标赛奖牌。
2015年8月，他以2.33米与乌克兰的博赫丹·邦达连科并列获得2015年世界田径锦标赛跳高银牌。
2016年，他再次代表中国参加奥运会。
2019年3月14日，张国伟因在未经国家队批准的情况下在2月底3月初两次编造理由私自外出参加商业活动，严重违反队规，干扰了正常备战管理工作，造成了不良影响，被给予四点处罚：1.队内通报批评；2.扣除今年1-3月训练津贴；3.即日起停止参加一切国内外比赛及社会活动；4.给予开除留队察看处分，停止发放训练津贴、训练装备等国家队待遇。3月初张国伟曾在湖南录制综艺节目《密室大逃脱》。但15日田径协会官方网站公布的《体育总局田径中心关于组织跳高项目部分运动员集训选材的通知》仍有张国伟，17日下午，张国伟发微博回应已得到领导宽容，仍将“继续战斗在国家队第一线”。
2020年4月5日，张国伟通过社交媒体宣布退役。2021年8月20日，张国伟又通过社交媒体宣布复出，称计划自费聘请团队。

## 竞赛记录
| 年        | 賽事           | 舉辦城市         | 名次            | 記錄      |           |
| 代表 中国 | 代表 中国      | 代表 中国        | 代表 中国       | 代表 中国 | 代表 中国 |
| --------- | -------------- | ---------------- | --------------- | --------- | --------- |
| 2010      | 亚洲青年锦标赛 | 越南河内         | 第2名           | 2.23 m    |           |
| 2011      | 亚洲锦标赛     | 日本神户         | 第8名           | 2.15 m    |           |
| 2011      | 世界锦标赛     | 韩国大邱         | 第10名          | 2.25 m    |           |
| 2012      | 亚洲室内锦标赛 | 中国杭州         | 第2名           | 2.28 m    |           |
| 2012      | 世界室内锦标赛 | 土耳其伊斯坦布尔 | 第4名           | 2.31 m    |           |
| 2012      | 奥运会         | 联合王国伦敦     | 第21名 (资格赛) | 2.21 m    |           |
| 2013      | 世界锦标赛     | 俄罗斯莫斯科     | 第9名           | 2.29 m    |           |
| 2014      | 亚洲室内锦标赛 | 中国杭州         | 第3名           | 2.20 m    |           |
| 2014      | 世界室内锦标赛 | 波兰索波特       | 第7名           | 2.29 m    |           |
| 2014      | 亚运会         | 韩国仁川         | 第2名           | 2.33 m    |           |
| 2015      | 世界锦标赛     | 中国北京         | 第2名           | 2.33 m    |           |
| 2016      | 世界室内锦标赛 | 美国波特兰       | 第6名           | 2.29 m    |           |
| 2016      | 奥林匹克运动会 | 巴西里约热内卢   | 第25名 (资格赛) | 2.22 m    |           |
| 2017      | 亚洲锦标赛     | 印度布巴内什瓦尔 | 第2名           | 2.28 m    |           |
| 2017      | 世界锦标赛     | 联合王国伦敦     | 第24名 (资格赛) | 2.22 m    |           |

## 综艺
- 2019年《密室大逃脫》第一季第1-6集
- 2020年《密室大逃脫》第二季第5集
- 2021年《密室大逃脱》第三季
- 2022年《密室大逃脱》第四季
- 2022年《“食”万八千里》第一季
- 2023年《密室大逃脱》第五季
- 2024年《密室大逃脱》第六季

## 外部連結
- Zhang Guowei在的頁面
- 张国伟的新浪微博